# ミグマタイト

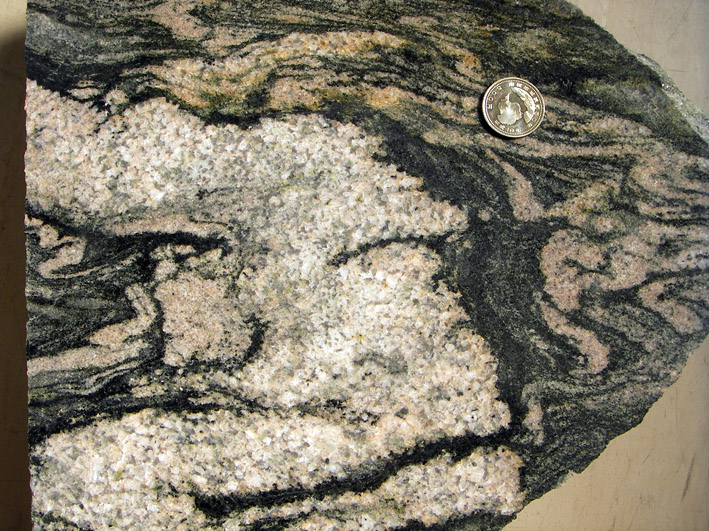
（写真1）ミグマタイトの研磨標本

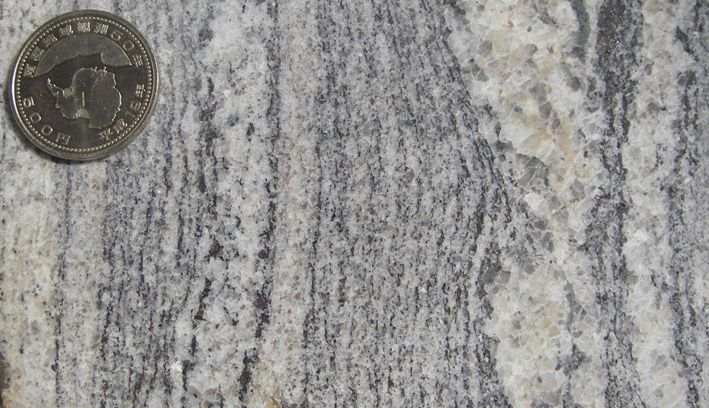
（写真2）ストロマティックミグマタイトおよびメタテクサイト

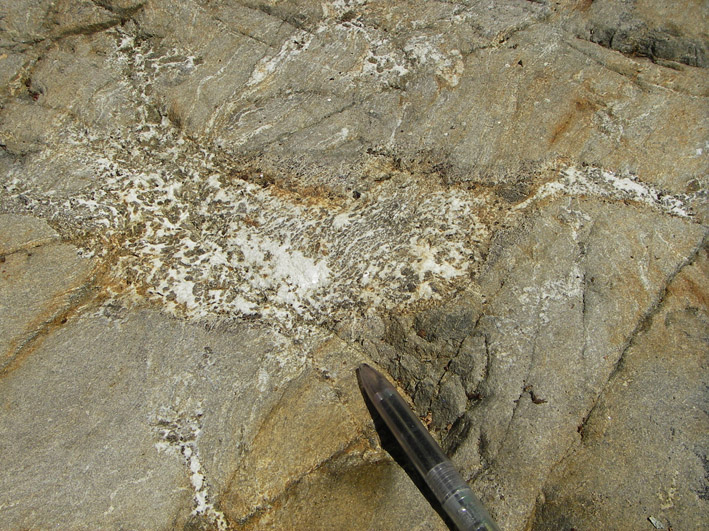
（写真3）ブーダンネックにリューコゾームが形成されているミグマタイト

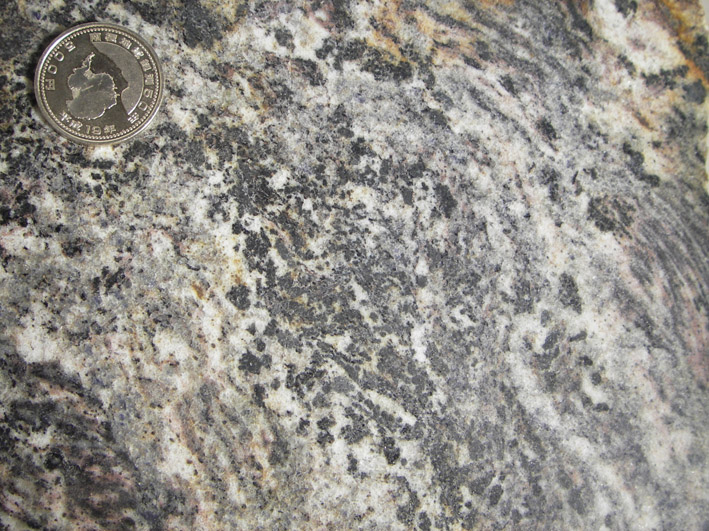
（写真4）ネビュライトおよびダイアテクサイト

ミグマタイト（混成岩、migmatite）は、変成岩と深成岩が混在してみえる岩石の総称である。一般に、苦鉄質（mafic）な部分が暗色部に対応し、珪長質（felsic）な部分が明色部に対応する。一般に変成岩は融解部を含む岩石には使用しないので、ミグマタイトは変成岩である片麻岩と火成岩である花崗岩の中間に位置付けられる岩石といえる。
語源はギリシア語で「混合物」を意味する「migma」に由来しており、ヤコブ・ゼーデルホルム (J. J. Sederholm) が1907年に命名した。

## ミグマタイトの成因
ミグマタイトの成因には、変成作用による岩石の部分融解、マグマの変成岩への貫入・浸透、交代作用、変成分化作用、などのうち1つあるいは複数が関与しており、その成因の解明には、それぞれの産出域での慎重な岩石学的解析が必要である。

## ミグマタイトの分類
ミグマタイトを構成する花崗岩質の部分と変成岩質の部分を分類し、それぞれの部分に種々の名称がつけられている。例えば、花崗岩質で無色鉱物が濃集している部分をリューコゾーム（優白部、leucosome）という。変成岩質の部分は、研究者によりパレオゾーム（paleosome）あるいはメソゾーム（mesosome）といわれるが、リューコゾームとの境界に有色鉱物が濃集していることがあり（写真1・2参照）、この部分を特に区分しメラノゾーム（優黒部、melanosome）という。また、リューコゾームとメラノゾームは、後で新しく形成された部分と解釈し、両者をまとめてネオゾーム（neosome）と呼ぶこともある。
花崗岩質の部分と変成岩質の部分の分布は、互層状になっているものが褶曲してみられたり（写真1）、リューコゾームがブーダンネック（層がソーセージ状にちぎれた所）に濃集していたり（写真3）、様々な場合がある。このような両者の分布パターンによっても、種々の名称がつけられている。たとえば、層状（縞模様）に見えるものをストロマティックミグマタイトあるいは層状ミグマタイト（写真2）、漸移的に混在し境界不明瞭な状態になっているものをネビュライト（写真4）などという。
成因を考慮した上で付けられた分類名もある。例えば、変成岩の部分融解（アナテクシス、anatexis）が進行し、層状の組織や構造が乱され不連続になっているものをダイアテクサイト（diatexite）（写真4）とよび、元の層状構造が残存している状態のものをメタテクサイト（metatexite）（写真2）と呼ぶ。

## ミグマタイトの産地
ミグマタイトは、大陸性地殻を構成する主要な岩石のひとつであり、高温型変成帯の角閃岩相高温部〜グラニュライト相の変成岩分布域によくみられる。日本では、ミグマタイトは中央構造線北側の領家変成帯や、北海道日高山脈の日高変成帯などにみられる。